# Богровка
Богровка (укр. Богрівка) — село в Солотвинской поселковой общине Ивано-Франковского района Ивано-Франковской области Украины.
Население по переписи 2001 года составляло 860 человек. Занимает площадь 8 км². Почтовый индекс — 77740. Телефонный код — 347165.